# Runcu (Constanța)
Runcu (antiguamente Terzichioi) es una localidad rumana de la comuna de Pantelimon, en el condado de Constanța.

## Toponimia
El nombre antiguo del lugar puede encontrarse escrito con las grafías Terzi-Chioi y Terzichioi. Pasó a llamarse Runcu.

## Historia
Hacia comienzos del siglo XX la localidad, que ya por entonces pertenecía al condado de Constanța, formaba parte de la comuna de Siriu y tenía contabilizada una población de 930 habitantes, mayoritariamente turcos.
En la segunda mitad del siglo XX la localidad había pasado a pertenecer a la comuna de Pantelimon. En el censo de 2021 la localidad tenía una población de 466 habitantes.